# Katy Kaclová-Vališová
Katy Kaclová, křtěná Kateřina, provdaná Vališová (28. září 1883, Praha – 15. dubna 1971, tamtéž) byla česká herečka z období počátku němého filmu.

## Život
Hrála v šesti filmech v letech 1913 – 1917. Byla partnerkou Josefa Švába-Malostranského (film Pět smyslů člověka) či Josefa Rovenského. Vedle Anduly Sedláčkové je pokládána za naši první ženskou filmovou hvězdu. Nejvýznamnějším filmem Katy Kaclové-Vališové byla komedie Pražští adamité z roku 1917, současně však byla i rolí poslední. Je také spoluautorkou námětu nedochovaného filmu Cholera v Praze. Jejím prvním manželem, byl Jan Vališ (1881), po ovdovění, se 26. listopadu 1917 v Praze (u sv. Petra na Poříčí), provdala za Ferdinanda Krůtu st. (1878 - 1952), se kterým měla divadelního a filmového herce Ferdinanda Krůtu (1920 - 1992).[zdroj?]

## Filmografie

### Filmové role
- Cholera v Praze, 1913 – ševcova dcera
- Pět smyslů člověka, 1913 – kuchařka
- Zkažená krev, 1913 – Baruška Šlapáková
- Zub za zub, 1913 – zubařova manželka Milena
- Zamilovaná tchyně, 1914 – manželka
- Pražští adamité, 1917 – Vodopichova milá Kačenka

### Námět
- Cholera v Praze, 1913 (s Antonínem Michlem)